# Daré Nibombé
Pour les articles homonymes, voir Daré.
Daré Nibombé, né le 16 juin 1980 à Lomé, est un footballeur togolais. Il joue au poste de défenseur avec l'équipe du Togo. Son point fort est le marquage individuel. Notons qu'il possède une cousine nommée Rozenn Kplama, championne interrégionale de triple saut. Aujourd'hui, il est reconverti entraîneur.
Son frère, Waké, était également footballeur.

## Carrière de joueur

### En club
Le 4 janvier 2012, à 31 ans, il signe au RBDB, un club de D2 belge. Il s'y était entraîné quelques mois afin de garder la forme pour performer correctement en équipe nationale Togolaise.

### En équipe nationale
Nibombe participe à la coupe du monde 2006 avec l'équipe du Togo.

## Carrière d'entraîneur
Daré Nibombé entraîne notamment les équipes de jeunes du Sporting Charleroi et de l'AFC Tubize.
Le 15 juillet 2024, il est nommé sélectionneur de l'équipe du Togo de football.

## Palmarès
- Champion du Togo en 2002 avec l'AS Douanes.
- Champion de Belgique de Division 2 en 2005-2006 avec le RAEC Mons.